# Schule am Schloss (Berlin)
Die Schule am Schloss (vormals: Oppenheim-Schule, Schlesien-Oberschule, Sophie-Charlotte-Schule und Elisabeth-Schule) ist eine öffentliche Integrierte Sekundarschule im Berliner Ortsteil Charlottenburg des Bezirks Charlottenburg-Wilmersdorf in der Schloßstraße 55a.

## Geschichte

### Geschichte des Grundstücks
Zum Zeitpunkt des Baus des Schlosses Charlottenburg wurde etwa zeitgleich am Standort der heutigen Schule der Königliche Marstall gebaut. Nach dem Tod der Königin im Jahr 1705 wurde der Marstall umfunktioniert in ein Lorbeerhaus, eine Schule und ein Wohnhaus für Schlossbedienstete. Eine Zeit lang gab es auf dem Gelände eine Menagerie zur Haltung ausländischer Vögel. Friedrich Wilhelm II. schenkte das Gelände seinem Geheimrat Kämmerer Rietz, dieser schenkte es weiter an den Hausarzt der Familie des Königs. Der Arzt verkaufte es um 1800 an den Grafen Kameke, dieser kaufte einen Garten hinzu und vergrößerte das Haus. Um 1845 kaufte Alexander Mendelssohn das Grundstück, der die Häuser abreißen ließ und neu baute. 1871 erbte seine Tochter Margarethe, die Ehefrau von Otto Georg Oppenheim, das Grundstück. Das Ehepaar ließ 1882 die Villa Oppenheim errichten. Ihr Sohn, Hugo Otto Oppenheim, verkaufte den Großteil des 1911 geerbten Grundstücks an die Stadt Charlottenburg. Die Villa wurde in eine Schule umgewandelt, die Nebengebäude wurden abgerissen und neue Schulgebäude errichtet. 
Erwin Barth baute 1922 den anliegenden Garten in eine öffentliche Parkanlage um, den Schustehruspark.

### Geschichte der Schuleinrichtung und des Gebäudes
Die Schule am Schloss befindet sich in einem von Hans Winterstein zwischen 1919 und 1922 errichteten zweiflügeligen Gebäude, das im Süden an die 1914 zur Schule umgebaute Villa Oppenheim grenzt. Der fünfgeschossige Mauerwerksbau ist im unteren Bereich mit roten Ziegeln verblendet, während der obere Teil teils verputzt und teils mit dunklem Holz verkleidet ist. Im Jahr 1922 zogen sowohl die Sophie-Charlotte-Schule als auch Teile der Elisabeth-Schule in den Neubau ein. Zwischen 1943 und 1945 wurde das Gebäude als Seuchenlazarett genutzt. 1950 wurde die Schule von Sophie-Charlotte-Schule in Schlesien-Oberschule umbenannt. 1985 wurde in Folge von Renovierungsarbeiten die Elisabeth-Schule ausgelagert. 

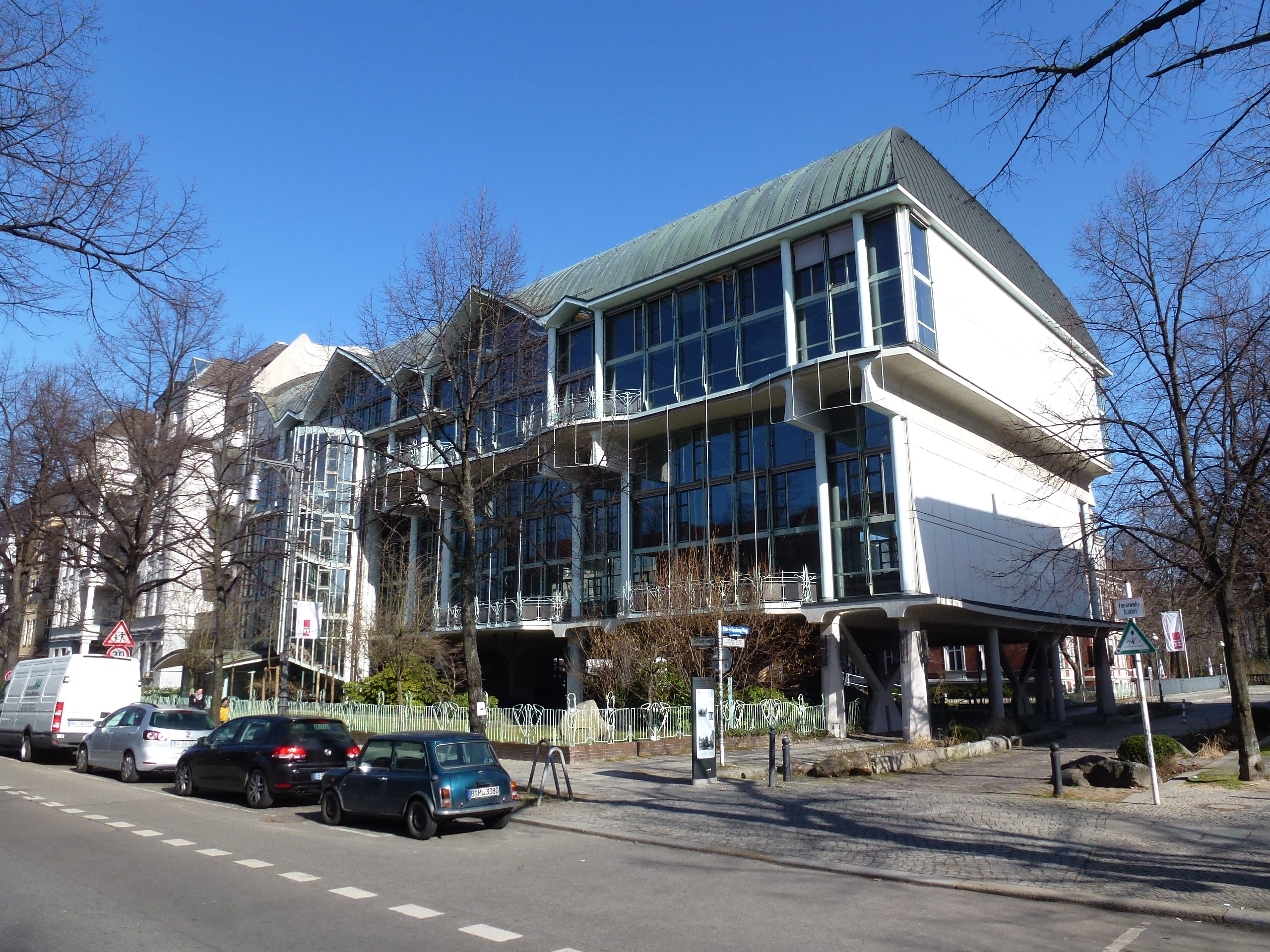
Carl-Schuhmann-Hallen in der Schloßstraße in Berlin-Charlottenburg

1988 ließ das Bezirksamt am Rand des Schulgeländes die nach dem deutschen Sportler Carl Schuhmann benannten Carl-Schuhmann-Hallen erbauen. Dabei wurden zwei Sporthallen übereinander gebaut. Die Baupläne stammten vom Architektenehepaar Inken und Hinrich Baller.
2003 wurde auf Antrag der Berliner SPD bei der Bezirksverordnetenversammlung im Bezirk Charlottenburg-Wilmersdorf beschlossen, dass die Schule von Schlesien-Oberschule in Oppenheim-Oberschule umbenannt wird. Der Antrag zur Umbenennung erfolgte aufgrund des Hintergedankens, der Schulname könne zu dem Missverständnis führen, die Schule unterstütze „revanchistische“ Bestrebungen und erkenne die Ostgrenzen nicht an. Dies hatte die Schulkonferenz schon 1998 argumentiert. Die Umbenennung war damals am Widerstand des Schulstadtrats Andreas Statzkowski (CDU) gescheitert. 
Zum Schuljahresbeginn 2010/11 wurden die Elisabeth-Schule und die Oppenheim-Schule aufgrund der Schulreform zusammengelegt und neubenannt in Schule am Schloss.